# Zulo
Zulo ist ein osttimoresischer Suco im Verwaltungsamt Zumalai (Gemeinde Cova Lima). „Zulo“ ist das Bunak-Wort für „Zibetkatze“.
Der Ort Zulo liegt im Suco Lepo.

## Geographie
Zulo befindet sich im Zentrum des Verwaltungsamtes Zulo. Er hat eine Fläche von 34,20 km² und teilt sich in die vier Aldeias Lale, Leogol, Obuc Mil und Zulo Tas.
Im Westen grenzt Zulo an den Suco Fatuleto, im Norden an den Suco Mape, im Nordosten an den Suco Lour, im Südosten an den Suco Raimea und eine Exklave von Fatuleto und im Süden an den Suco Tashilin und eine Exklave von Lour. Eine weitere Exklave von Fatuleto befindet sich im Südosten von Zulo. Hier durchquert der Fluss Mola. Sein Zufluss Fatoro bildet den Großteil der Nordgrenze von Zulo.
Im Nordwesten liegt das Dorf Zulo Tas (Zulo Tas, Zulotos). Am Mola liegt Zumalai, der Hauptort des Verwaltungsamts. Er ist Teil eines geschlossenen Siedlungszentrums, der aus mehrere Ortsteilen besteht. Diese sind Zulokota (Zulo Stadt), Dilukede und Maliseran. Der Südteil vom Ort Zumalai befindet sich in der Exklave von Fatuleto. In Zumalai treffen drei überregionale Straßen aufeinander: Vom Westen her aus Suai, vom Osten aus Hato-Udo mit Abzweigung weiter nach Ainaro im Nordosten und vom Norden aus eine Straße, die sich später nach Bobonaro und nach Atsabe aufspaltet.

## Einwohner

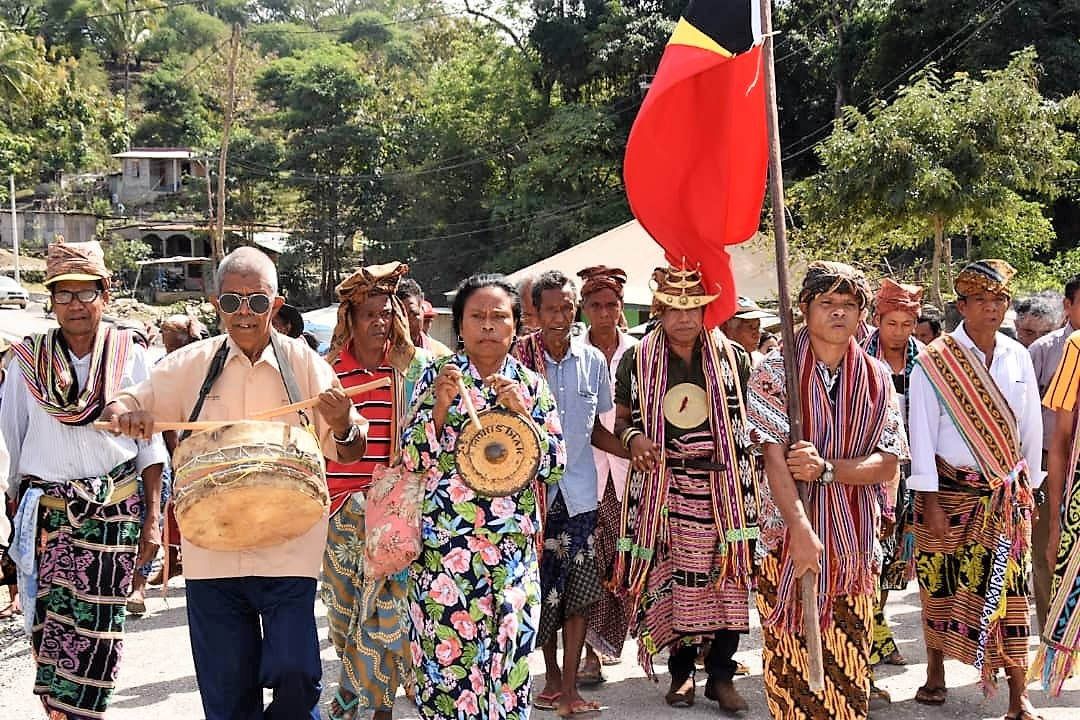
Staatssekretär Carvalho zu Besuch in Zulo

Im Suco leben 3.077 Einwohner (2022), davon sind 1.582 Männer und 1.495 Frauen. Im Suco gibt es 805 Haushalte. Über 70 % der Einwohner geben Bunak als ihre Muttersprache an. Fast 26 % sprechen Tetum Prasa, über 1 % Tetum Terik und kleine Minderheiten Kemak oder Habun.

## Politik

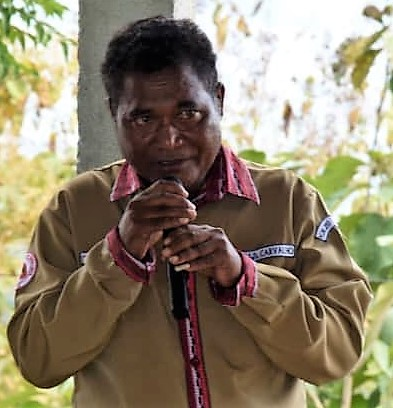
Chefe de Suco João Lopes de Carvalho (2022)

Bei den Wahlen von 2004/2005 wurde Vitorino zum Chefe de Suco gewählt. Bei den Wahlen 2009 gewann Afonso dos Santos Talo Mau und 2016 João Lopes de Carvalho.